# Microvalgus nigrinus
Microvalgus nigrinus är en skalbaggsart som beskrevs av Macleay 1869. Microvalgus nigrinus ingår i släktet Microvalgus och familjen Cetoniidae. Inga underarter finns listade i Catalogue of Life.